# Nikola Petković
 Nikola Petković  (en alfabet ciríl·lic serbi: Никола Петковић, sh; (Novi Sad, 28 de març de 1986) és un exfutbolista serbi que jugava com a defensa. Va començar com a futbolista al FK Vojvodina, i va representar internacionalment Sèrbia en categoria sub-21 i posteriorment la Xina en categoria sub-25.